# Война на кралица Ан
Войната на кралица Ан (1702 – 1713) е названието, с което е известен северноамериканският театър на Войната за испанското наследство в английските колонии, а от друга страна е втората от поредицата англо-френски войни в Северна Америка между Франция и Англия. През 1707 г. с Акта на Съюза кралствата Англия и Шотландия се обединяват в едно кралство Великобритания. Така във всички колониални войни в Северна Америка за контрол над континента шотландските войници се присъединяват към английските. В допълнение към двете основни европейски страни, във войната се включват и многобройни индиански племена, съюзени с една от двете нации или с Испания, която е съюзничка на Франция. Войната за испанското наследство е по-общ европейски конфликт с много участници, докато в Америка се води основно на три фронта:
1. Испанска Флорида и английската провинция Каролина са подложени на нападения от една от друга и англичаните влизат в бой с французите, базирани в Мобил във война, въвличаща съюзни индианци и от двете страни. Южната война, макар и да не води до значителни териториални промени, има за последица почти пълното унищожение на индианското население в испанска Флорида, включително в части от днешния щат Джорджия и унищожава испанската мисионерска мрежа в района.
2. Английските колонии на Нова Англия се бият с френски и индиански сили, базирани в Акадия и Нова Франция. Град Квебек неколкократно представлява цел на военните действия, но не е превзет от британски експедиции, а акадската столица Порт Роял е превзета през 1710 г. Французите и индианците извършват набези срещу цели в Масачузетс (включително днешен Мейн), а най-известен е набегът им в Деерфийлд през 1704 г.
3. Английски колонисти, базирани в Сейнт Джонс спорят за контрола над остров Нюфаундленд с французите, базирани в Плезанс. По-голямата част от конфликта се състои от икономически разрушителни набези срещу селищата на другата страна. Французите успяват да превземат Сейнт Джонс през 1709 г., но британците бързо си го възвръщат, след като французите го напускат.

След предварителен мир през 1712, Утрехтският договор приключва Войната за испанското наследство през 1713. Французите изоставят претенциите си за териториите на Хъдсън Бей, Акадия и Нюфаундленд и ги отстъпват на Великобритания (Акадия е преименувана в Нова Скотия), а задържат остров Кейп Бретон и други острови в залива на Сейнт Лоурънс. Някои от договорните условия са двузначни, и интересите на различните индиански племена не са включени в него, което подготвя почвата за бъдещи конфликти.